# Pseudocheirus occidentalis
Pseudocheirus occidentalis is een zoogdier uit de familie van de kleine koeskoezen (Pseudocheiridae). De wetenschappelijke naam van de soort werd voor het eerst geldig gepubliceerd door Oldfield Thomas in 1884. De soort wordt vaak als ondersoort van de oostelijke koeskoes (Pseudocheirus peregrinus) gerekend.

## Voorkomen
Pseudocheirus occidentalis was voorheen wijdverspreid over het zuidwesten van West-Australië. Door habitatverlies en bejaging door de geïntroduceerde rode vos en verwilderde kat is de soort sterk in aantal afgenomen. Door de IUCN wordt Pseudocheirus occidentalis als "kritiek" aangemerkt. Pseudocheirus occidentalis komt tegenwoordig nog voor in enkele bosgebieden tussen Two Peoples Bay en Collie Ranges en landinwaarts tot Perup.

## Uiterlijke kenmerken
Pseudocheirus occidentalis heeft een lichaamslengte van 32 tot 40 cm met een staart van 30 tot 40 cm lang. Het gewicht bedraagt 850 tot 1000 gram. Pseudocheirus occidentalis heeft een donkergrijsbruine vacht.

## Leefwijze
Pseudocheirus occidentalis is een nachtactief dier en een behendige klimmer. Het voedt zich met bladeren, bloemen en fruit. Pseudocheirus occidentalis leeft in familiegroepen. Er wordt één jong per keer geboren.